# Lagerstraße (KZ)

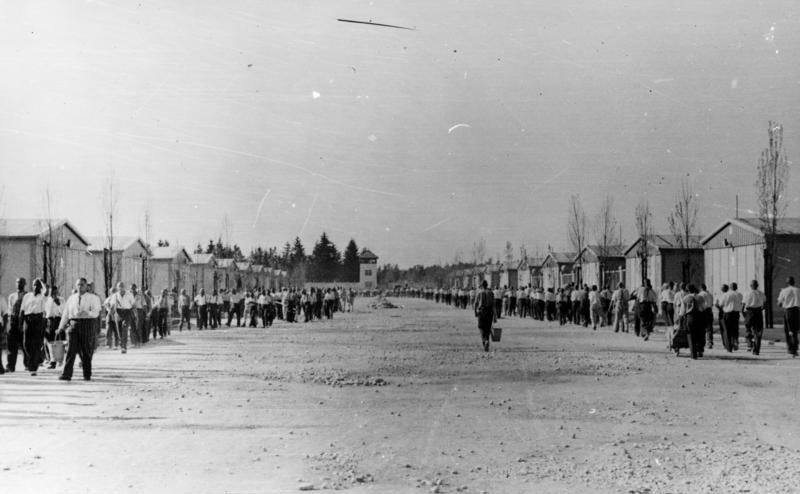
Lagerstraße im Konzentrationslager Dachau

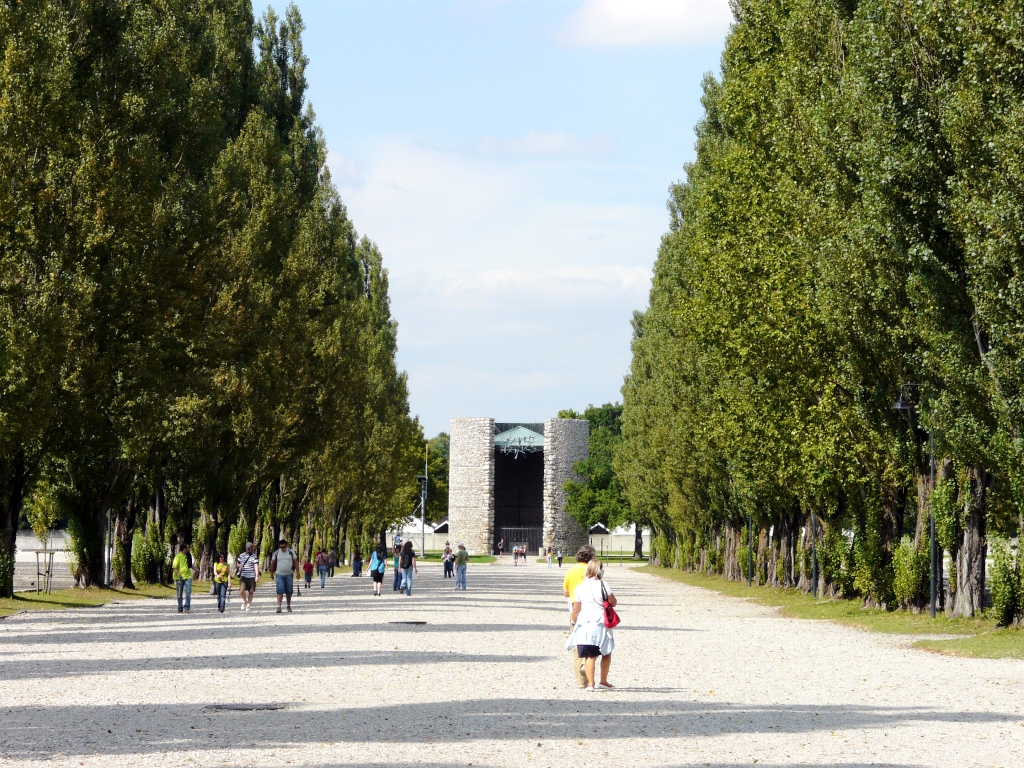
Lagerstraße in der heutigen Gedenkstätte

Der Begriff Lagerstraße hatte zur Zeit des Nationalsozialismus in einem Konzentrationslager zwei verschiedene Bedeutungen. 
Alle dauerhaften Konzentrationslager des NS-Regimes waren in der baulichen Anordnung der Wohnblöcke ähnlich gehalten. Durch die Reihen der Wohnbaracken führte mittig jeweils eine große Straße, die sogenannte Lagerstraße.
In den Konzentrationslagern ordnete die SS im Herbst 1942 die Sammlung von Häftlingshaar zur gewerblichen Nutzung an. Haare sollten bis zur erforderlichen Länge wachsen. Damit keine normale Zivilfrisur entstand, die bei Fluchtversuchen hilfreich gewesen wäre, wurde einmal wöchentlich ein fünf Zentimeter breiter Streifen vom Kopfhaar rasiert. Im Häftlingsjargon bezeichnete man den Haarschnitt daraufhin zumindest im KZ Dachau bald als Lagerstraße. 
Im KZ Dachau untersagte Kommandant Martin Weiß 1942 das Rasieren dieses Streifens ins Haar, sowjetische Kriegsgefangene waren allerdings davon ausgenommen, um bei einer eventuellen Flucht als Häftlinge erkennbar zu bleiben.